# Tomasz S. Mielcarek
Tomasz S. Mielcarek, również jako Tomasz Mielcarek (ur. 26 września 1974) – polski poeta.

## Życiorys
Absolwent Wyższej Szkoły Administracji Publicznej w Szczecinie i Uniwersytetu Szczecińskiego. Mieszka w Purley w Wielkiej Brytanii. Tworzy w języku polskim i angielskim. Laureat Nagrody Głównej XIX Ogólnopolskiego Konkursu Poetyckiego im. Jacka Bierezina 2013 za projekt tomu Obecność/Presence. Finalista V Ogólnopolskiego Konkursu Poetyckiego im. Janusza Różewicza 2013. Laureat I nagrody XIX Ogólnopolskiego Konkursu Literackiego „Złoty Środek Poezji” 2015 na najlepszą debiutancką książkę poetycką 2014 roku za tom Obecność/Presence.

## Poezja
- Obecność/Presence (Dom Literatury w Łodzi, Łódź 2014) – książka wydana również w języku bułgarskim (Izdatelstvo Simlolini '94, Sofia 2015), przekład: Łyczezar Seliaszki
- Przejazdem (Stowarzyszenie Pisarzy Polskich Oddział w Łodzi, Łódź 2020)[5]
- Pali się dzień (Dom Literatury w Łodzi, Łódź 2022)[6]

wybrane antologie: 
- Dzikie dzieci. Antologia laureatów konkursu im. Jacka Bierezina (Dom Literatury, Stowarzyszenie Pisarzy Polskich Oddział w Łodzi, Łódź 2014) – red. Zdzisław Jaskuła, Andrzej Strąk
- antologia debiutów poetyckich 2014 (K.I.T Stowarzyszenie Żywych Poetów, Miejska Biblioteka Publiczna, Brzeg 2015) – red. Krystian Ławreniuk, Kamil Osękowski, Radosław Wiśniewski